# Onthophagus semivirescens
Onthophagus semivirescens là một loài bọ cánh cứng trong họ Bọ hung (Scarabaeidae).